# 雀爾茜·賈爾斯

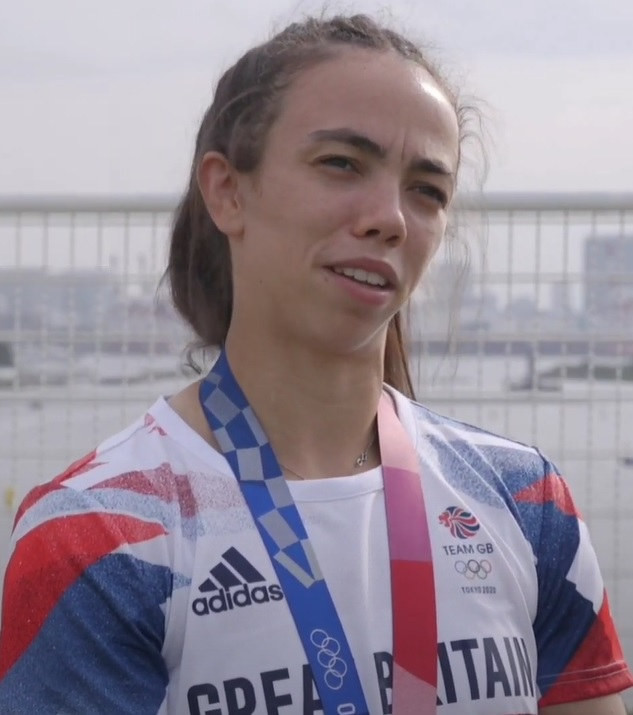
雀爾茜·賈爾斯

雀爾茜·賈爾斯（英語：Chelsie Giles，1997年1月25日—），英國柔道運動員，她代表英國隊參加了日本舉行的2020年夏季奧林匹克運動會，並且在女子52公斤級比賽上獲得銅牌。